# Gorilas en la niebla
Gorilas en la niebla es una película dramática estadounidense de 1988, dirigida por Michael Apted y protagonizada por Sigourney Weaver, Bryan Brown, Julie Harris y John Omirah Miluwi en los papeles principales. Cuenta la verdadera historia del trabajo de la naturalista Dian Fossey en Ruanda con gorilas de montaña.

## Trama
La terapeuta ocupacional Dian Fossey (Sigourney Weaver) se siente inspirada por el antropólogo Louis Leakey (Iain Cuthbertson) para dedicar su vida al estudio de los primates. Con este fin, ella le escribe sin cesar por un trabajo de catalogación y estudio de los raros gorilas de montaña de África Central. Con un poco de esfuerzo, logra convencer a Leakey de su convicción y devoción a la causa después de acercársele personalmente después de una conferencia en Louisville, Kentucky, en 1966. A partir de entonces, Fossey se embarca al Congo, donde Leakey y su fundación la proveen con el equipo y la vivienda necesarios para lograr el contacto personal con los gorilas, y presentarla a un rastreador local de animales, Sembagare (John Omirah Miluwi), para ayudarla en sus esfuerzos. Instalados en lo profundo de la jungla, Fossey y Sembagare logran localizar una manada de gorilas, pero finalmente son superados por los acontecimientos de la crisis del Congo después de ser desalojados por la fuerza de su sitio de investigación por soldados congoleses, que acusan a Fossey de ser una espía extranjera y una agitadora.
Inicialmente, Fossey no ve otra opción más que abandonar el continente y regresar a los Estados Unidos. Sin embargo, después de que Sembagare y su anfitriona temporal Rosamond Carr (Julie Harris) la motiven a quedarse, ella decide basar sus esfuerzos de investigación en las selvas de la vecina Ruanda, que Dian presume que estará a salvo de las incursiones externas. Sin embargo, lo que Fossey no puede prever son los problemas desenfrenados de la caza furtiva y la corrupción que tienen lugar allí, que se hacen evidentes cuando descubre varias trampas en las cercanías de su nueva base en Karisoke. Sin embargo, Fossey y sus colegas hacen varios avances clave con los gorilas, teniendo en cuenta la comunicación del gorila y los grupos sociales. Al hacerlo, su trabajo impresiona a Leakey y gana una atención internacional más amplia.
National Geographic, que financia sus esfuerzos, se interesa cada vez más por su trabajo y envía al fotógrafo Bob Campbell (Bryan Brown) para destacar su investigación. Fossey, inicialmente poco receptiva hacia el forastero Campbell, se siente cada vez más apegada a él después de varias sesiones de fotos con los gorilas, y los dos finalmente se convierten en amantes, a pesar del matrimonio de Campbell. Campbell le propone divorciarse de su esposa y casarse con ella, pero insiste en que tendría que pasar tiempo lejos de Karisoke y sus gorilas, lo que la lleva a suspender el encuentro y terminar con su relación. Durante este tiempo, Fossey también se acerca a un gorila llamado Digit, formando un vínculo emocional con él, e intenta impedir la exportación de otros gorilas por el comerciante Van Vecten (Constantin Alexandrov).
Cada vez más horrorizada por la caza furtiva de los gorilas por sus pieles, manos y cabezas, Fossey se queja ante el gobierno ruandés, que la despide afirmando que la caza furtiva es el único medio por el que algunos de los nativos ruandeses pueden sobrevivir. Sin embargo, una ministra del gobierno (Waigwa Wachira) promete equiparla con un escuadrón contra la caza furtiva de tres hombres y pagar sus salarios. En última instancia, la frustración de Fossey alcanza su clímax cuando Digit es asesinado y decapitado por los cazadores furtivos, lo que la lleva a acciones cada vez más extremas para salvar a los gorilas de la caza furtiva ilegal y la probable extinción. Con este fin, forma y dirige numerosas patrullas contra la caza furtiva, incendiando las aldeas de los cazadores furtivos e incluso llevando a cabo una ejecución simulada de uno de los delincuentes, sirviendo para enajenar a algunos de sus ayudantes de investigación y ganando diversos enemigos. Sembagare expresa su preocupación por su abierta oposición a la emergente industria del turismo de gorilas, pero Fossey ignora su preocupación declarando que ya tiene una visa de viaje extendida aumentando el apoyo financiero para su investigación. Sin embargo, el 27 de diciembre de 1985, Dian Fossey es brutalmente asesinada en el dormitorio de su cabaña por un asaltante desconocido. Posteriormente, en un funeral al que asistieron Sembagare, Carr y otros, fue enterrada en el mismo cementerio donde Digit y otros gorilas habían sido enterrados. Después, Sembagare une simbólicamente las tumbas de Fossey y Digit con piedras como signo de que sus almas descansan en paz antes de irse.
Una secuencia de pre-créditos indica que sus acciones para ayudar a salvar a los gorilas valió la pena y la especie fue salvada de la extinción como resultado. Según el final, la muerte de Dian Fossey sigue siendo un misterio, hecho que sigue siendo así en la actualidad.

## Reparto
- Sigourney Weaver es Dian Fossey.
- Bryan Brown es Bob Campbell.
- Julie Harris es Roz Carr.
- John Omirah Miluwi es Sembagare.
- Iain Cuthbertson es Dr. Louis Leakey
- Constantin Alexandrov es Van Vecten.
- Waigwa Wachira es Mukara.
- Iain Glen es Brendan.
- David Lansbury es Larry.
- Maggie O'Neill es Kim.
- Konga Mbandu es Rushemba.
- Michael J. Reynolds es Howard Dowd.
- Gordon Masten es the Photographer.
- Peter Nduati es Batwa chief.
- Helen Fraser es Mme. Van Vecten
- David Maddock es el mismo.

John Alexander, Peter Elliott, Denise Cheshire, Antonio Hoyos y Jody St. Michael  participaron como artistas de mímica, es decir, quienes personalizaron a los gorilas en la película.

## Producción
La producción comenzó en 1985 cuando el cineasta Arne Glimcher de Universal Pictures intentó convencer a Dian Fossey para que produjera una película sobre su vida. Fossey necesitaba dinero para financiar su trabajo con los gorilas y agradeció la oferta. Antes de la reunión entre ellos, Fossey fue asesinada en la base de investigación del Centro de Investigación de Karisoke. El interés en el proyecto cinematográfico aumentó tras la muerte de Fossey, y Universal envió a la guionista Anna Hamilton Phelan a Ruanda para arreglar el trabajo original de la película. La compañía de cine ya había comprado los derechos de la película de la autobiografía de Fossey en 1983 y finalmente estableció una colaboración con una de las amigas de Fossey, Rosamond Carr.
Al mismo tiempo, los productores de películas Peter Guber y Jon Peters comenzaron a trabajar en un proyecto similar con Warner Bros. Pictures. Su guion basado en el artículo de Harold T.P.  Hayes sobre ella en la revista de noticias Life. Las dos compañías cinematográficas invirtieron mucho dinero para superar el proyecto cinematográfico. Una compañía de cine independiente, Heritage Entertainment Co., también comenzó su propio proyecto sobre Fossey. Compraron los derechos de la película al libro de Farley Mowat Woman in the Mists y planearon producir una miniserie para ser transmitida en el canal de televisión estadounidense CBS. Sin embargo, el proyecto de Heritage se archivó cuando la compañía ganó un nuevo liderazgo, mientras que Universal y Warner Bros acordaron una coproducción que se basaría tanto en el libro de Fossey como en el artículo de Hayes. Tras una reunión entre Glimcher y Guber, Guber y Peters estaban decididos a ser productores ejecutivos, mientras que Glimcher era la principal responsable de la producción.
El guion fue adaptado por Anna Hamilton Phelan a partir de los artículos de Alex Shoumatoff y Harold T. P. Hayes y una historia de Phelan y Tab Murphy. La partitura original fue compuesta por Maurice Jarre. La película fue dirigida por Michael Apted y la cinematografía fue de John Seale.
Gran parte de la grabación tuvo lugar en el Centro de Investigación Karisoke, fundado por Fossey para estudiar al gorila de montaña. Gran parte del tiempo de grabación se gastó en paseos por las montañas para encontrar los grupos de gorilas. Muchos de los gorilas en la película son los verdaderos gorilas que fueron filmados durante su estadía en Karisoke; Solo en escenas de caza de los gorilas se usaron acróbatas disfrazados de gorilas o animatrónicos (muñecos controlados por radio). El diseñador de maquillaje Rick Baker realizó los trajes de gorila de la película. Las grabaciones en Ruanda duraron dos meses, mientras que un mes en la grabación fue en otros países africanos.
El director Michael Apted no estaba seguro de cuánta simpatía le daría a Fossey. Él ha dicho que se arriesgó "para ver cuán dura podía dejarla ser antes de que el público perdiera la simpatía por ella". En una entrevista con Aftenposten, Sigourney Weaver dijo: "Me digo a mí misma que no estaba enojada sino sola, hipersensible y completamente obsesionada con la idea de proteger a las especies animales. [La película trata de] una persona que sacrifica todo por lo que cree. Para ella no son criaturas de segundo o quinto grado, sino co-criaturas, congéneres humanos ".

## Reconocimientos

### Crítica
La película recibió críticas generalmente positivas, con muchos elogios tanto por la actuación de Weaver como por los logros técnicos de la película, mientras que algunos se sintieron frustrados por la falta de profundidad en la caracterización de Fossey en pantalla.
"Por fin (Weaver) pudo haber encontrado una pieza hecha a su escala." escribió Hal Hinson del Washington Post. "Es un gran papel para ella, y no escatima". Sin embargo, tenía sus dudas sobre las restricciones impuestas al carácter de Fossey: "El principal problema con Gorilas en la niebla es que banaliza a su heroína, la convierten en uno de nosotros. Y por lo que dicen, Fossey era cualquier cosa menos normal". También acusó a los cineastas de atenuar el inestable estado mental de Fossey: "Fossey era más que excéntrica... La película insinúa estos aspectos de su personaje pero trata de suavizarlos;... los cineastas han hecho más que sanear la vida de Fossey, la han privado de cualquier significado". Hinson concluyó que "Gorilas en la Niebla no es una película terrible, pero es frustrante".
Mientras que Roger Ebert también estaba contento con el casting de Weaver como Fossey ("Es imposible imaginar una elección más apropiada para el papel"), sentía que el personaje estaba demasiado distanciado del público y que su desarrollo y motivos no estaban claros. "Gorilas en la niebla nos dice lo que Dian Fossey logró y lo que le pasó a ella, pero no nos dice quién era, y al final eso es lo que queremos saber". Sin embargo, Ebert quedó impresionado por las escenas con los gorilas y la forma en que las imágenes en vivo de los gorilas se mezclaron a la perfección con los trajes de los gorilas:"Todo me pareció igual de real, y la delicadeza con la que el director Michael Apted desarrolló las relaciones entre la mujer y la bestia fue profundamente absorbente. Hubo momentos en los que sentí un poco de asombro. Esos momentos, que son genuinos, hacen que valga la pena ver la película". Hinson también estuvo de acuerdo en que "cada vez que las cámaras prenden a los gorilas -que son las verdaderas estrellas de la película- sientes que estás presenciando algo realmente grandioso".
La película tiene una calificación del 83% de frescura en Tomates Rotten basada en 18 críticas, con una valoración media de 6,8/10.

### Taquilla
- Ingresos internos brutos de los Estados Unidos: US$24.720.479
- Otras entradas internacionales: $36.429.000
- Ingresos mundiales brutos: $61.149.479

### Premios
Fue galardonada con el premio Globo de Oro en 1989 a la mejor música original Maurice Jarre, y a la mejor actriz en cine - drama para Sigourney Weaver, y Mejor largometraje. Ganadora del premio Golden Reel Award 1989 al mejor montaje de sonido; y el premio Genesis Awards 1990.
Además estuvo nominada al Premio Óscar de 1988 en cinco categorías las cuales eran: Mejor actriz principal, Mejor montaje, Mejor partitura original, Mejor sonido y Mejor guion adaptado.

## Valoración histórica
Gorilas en la niebla trata el tema de la colonización y de la consiguiente descolonización, pero este se sitúa como telón de fondo para mostrar a la audiencia la verdadera intención de Michael Apted: visibilizar la precaria situación de los gorilas de montaña en Ruanda, una especie al borde de la extinción.
No puede concebirse como una pieza histórica fidedigna en tanto que no pone de relieve el conflicto colonial en su totalidad. Su enfoque obedece a propósitos más personales y humanos, como son el ensalzamiento de la personalidad de Dian Fossey y la transmisión de un mensaje de superación. El filme insta a los espectadores a imitar el ejemplo de la autora y aunar esfuerzos en pro del bienestar del continente africano.
No obstante, la recreación de los batwa es especialmente acertada, tanto la que concierne a sus rasgos físicos como a su forma de vida, sus viviendas, sus costumbres y sus creencias religiosas.

## Hechos
Después de filmar la película, Weaver se convirtió en una partidaria de The Dian Fossey Gorilla Fund, donde hoy es Presidenta Honoraria de la organización. En 2006, la actriz participó en el documental Gorillas Revisited with Sigourney Weaver para la BBC, que trata sobre cómo Fossey lo estudió a los gorilas. Varios de los nativos que participaron en la película desaparecieron durante el genocidio de Ruanda en 1994. 
En 2018 National Geographic Channel emitió una miniserie de 3 episodios llamada Dian Fossey: Muerte en la Niebla. Esta producción no pretende repetir la historia de la película, sino mostrar material inédito de su trabajo, exponer elementos nuevos de la investigación que rodeó su muerte y visibilizar los logros de una mujer que fue asesinada brutalmente en 1985 en su hogar: una cabaña en las montañas de Virunga, Ruanda (África). Además, se muestran los pensamientos plasmados por Fossey en sus anotaciones, siendo estos relatados por la propia Sigourney Weaver.
La película fue nominada para un lugar en la lista del American Film Institute "AFI's 100 Years ... 100 Cheers", un resumen de las 100 películas más inspiradoras de los Estados Unidos, ubicándose en el puesto 112.